# 日向坂

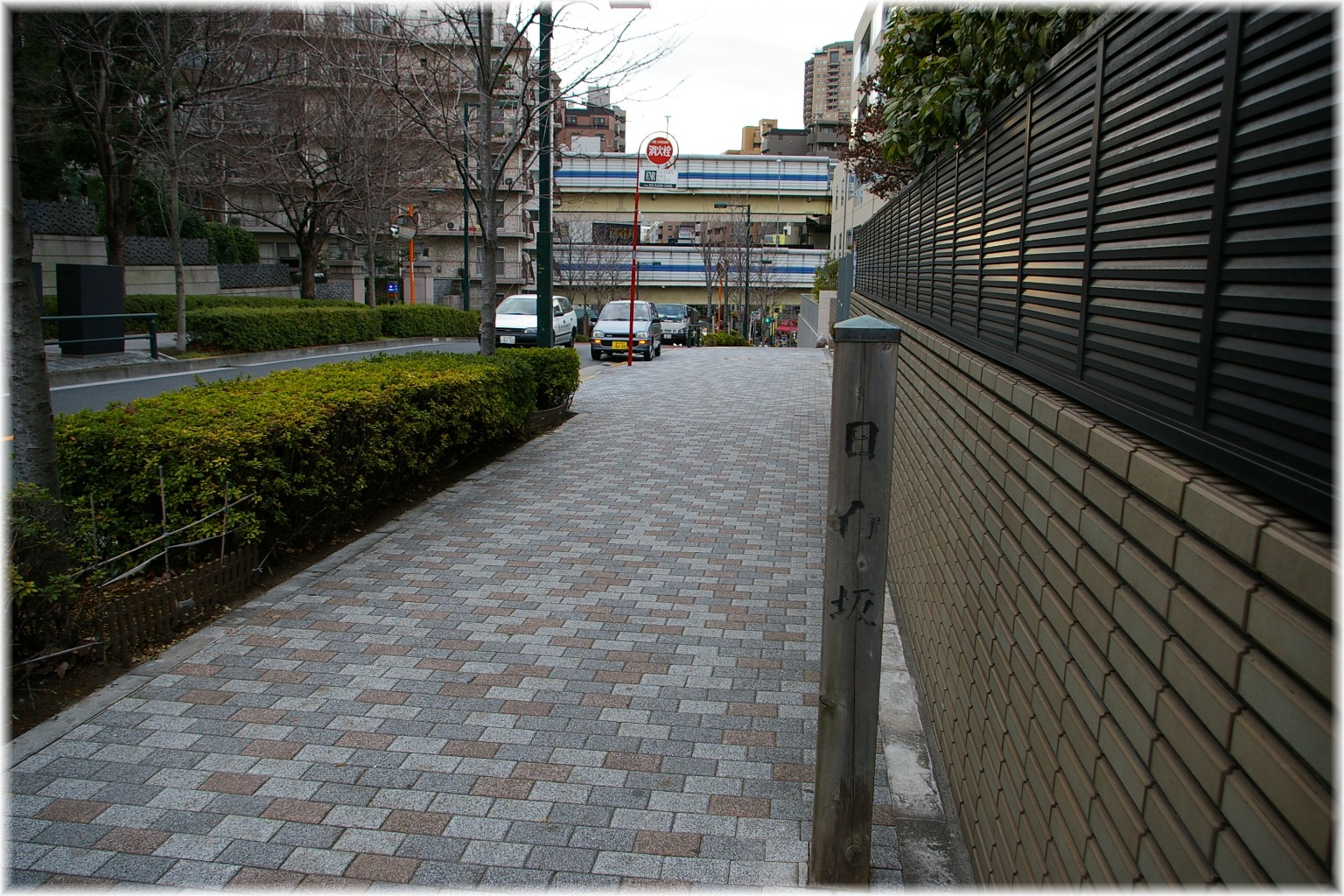
日向坂と港区坂道標識

日向坂（ひゅうがざか）は、東京都港区三田一丁目と二丁目の境界を走る坂。別名：「袖振坂」「ひなた坂」。

## ロケーション
麻布通りの二の橋交差点から三田通りをつなぐ道路の西側半分ほどで、古川の二之橋を渡ると急な勾配になり、南側に三田共用会議所（旧渋沢邸）、駐日オーストラリア大使館（旧蜂須賀邸）、綱町三井倶楽部（三井別邸）、北側には圓徳寺、當光寺、三田ガーデンヒルズ（簡易保険事務センター跡地に建設中）が所在する。坂を上りきった所から東側（芝の方向）は、綱の手引き坂と名称を変え、かつては杉山邸、黒田邸が立ち並んでいた。

## 名称の由来
江戸時代前期、坂の南側に周防・下松藩（のちの徳山藩）毛利日向守就隆の拝領屋敷があった。「袖振坂」とも呼ばれたが、由来は不明である。
港区によれば本来の読みは「ひゅうがざか」であり、「ひなたざか」は誤って読まれたものである。
なお、のちに毛利日向守は屋敷換えになり、替わって織田山城守が入居した。

## ギャラリー

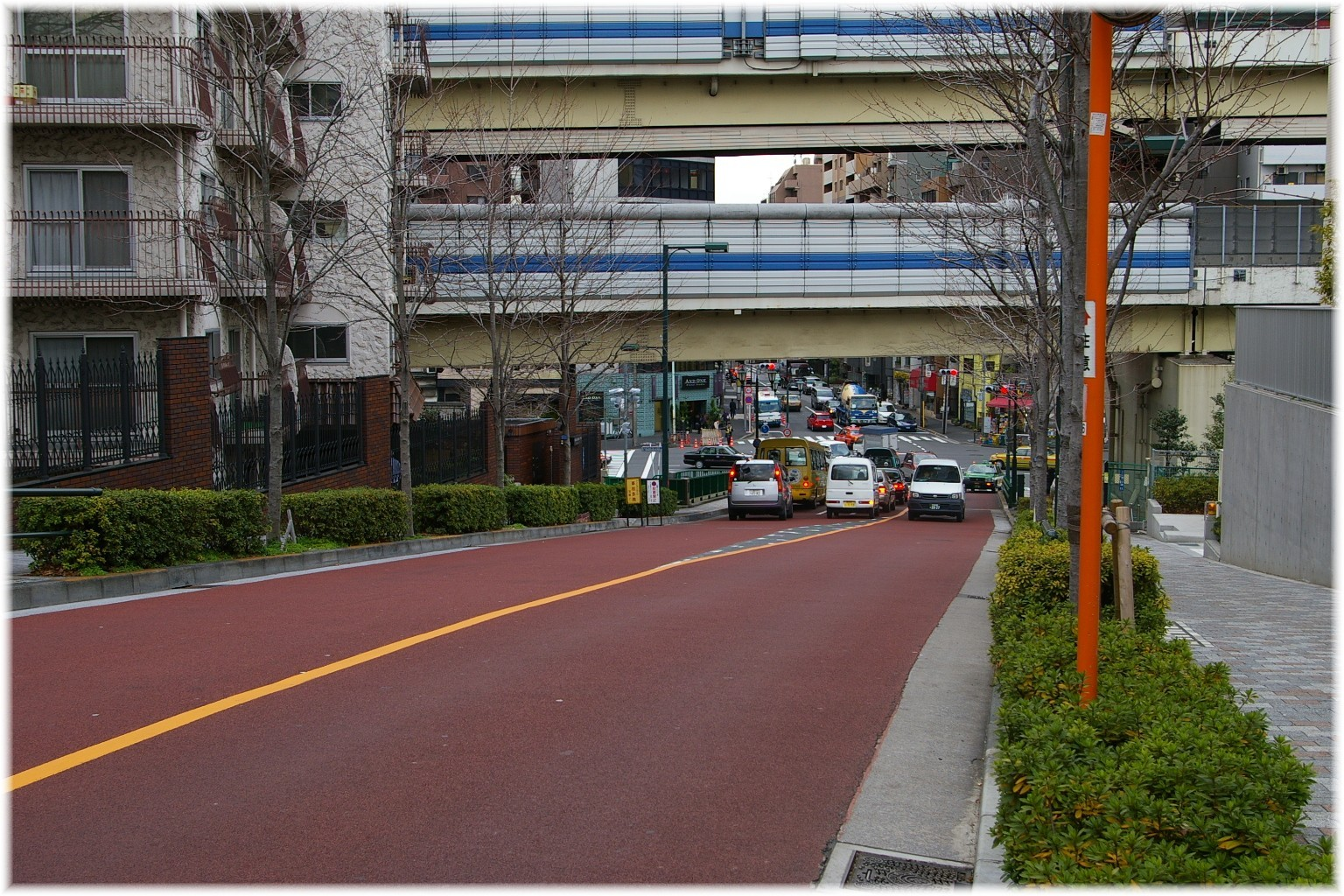
坂下より
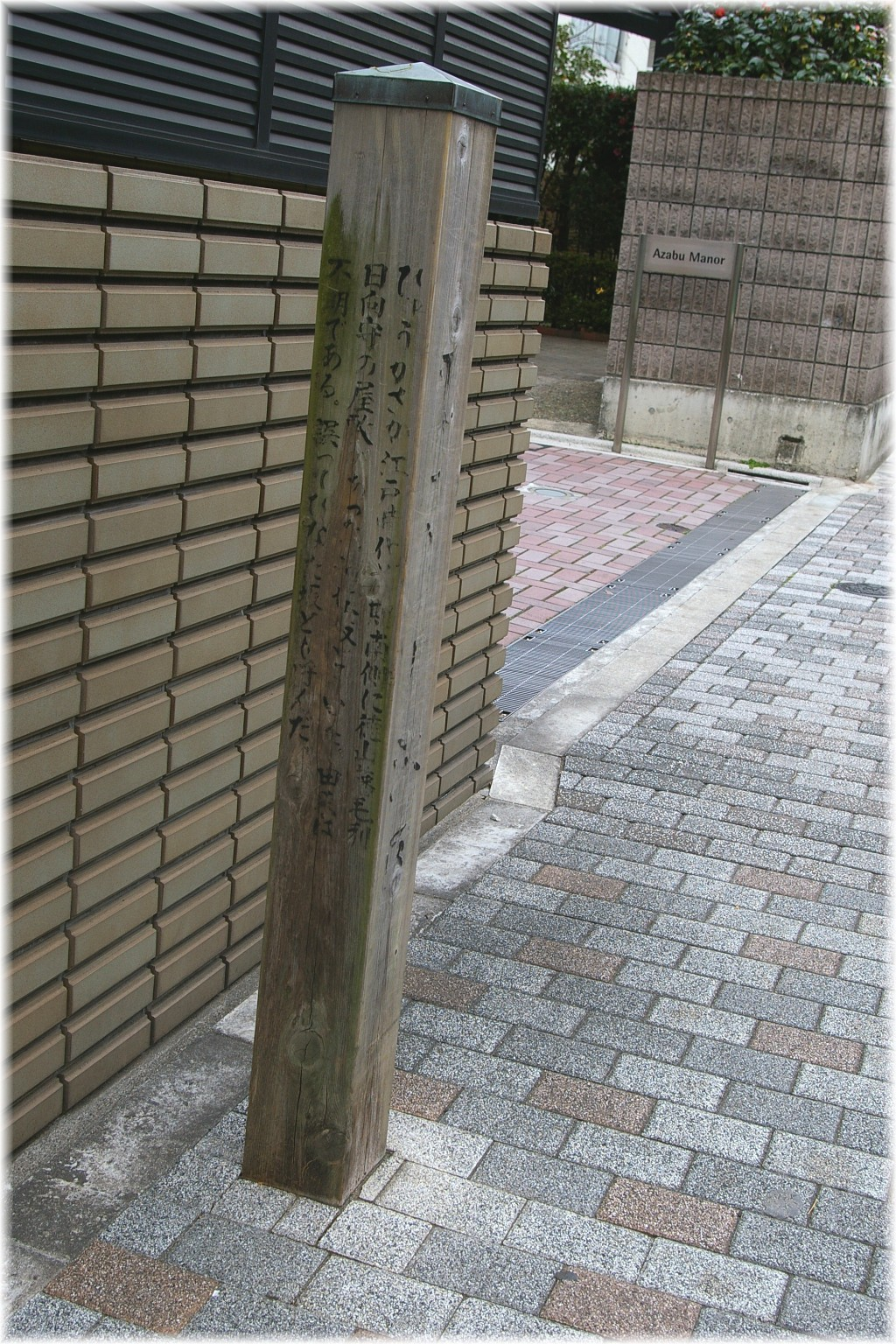
道標
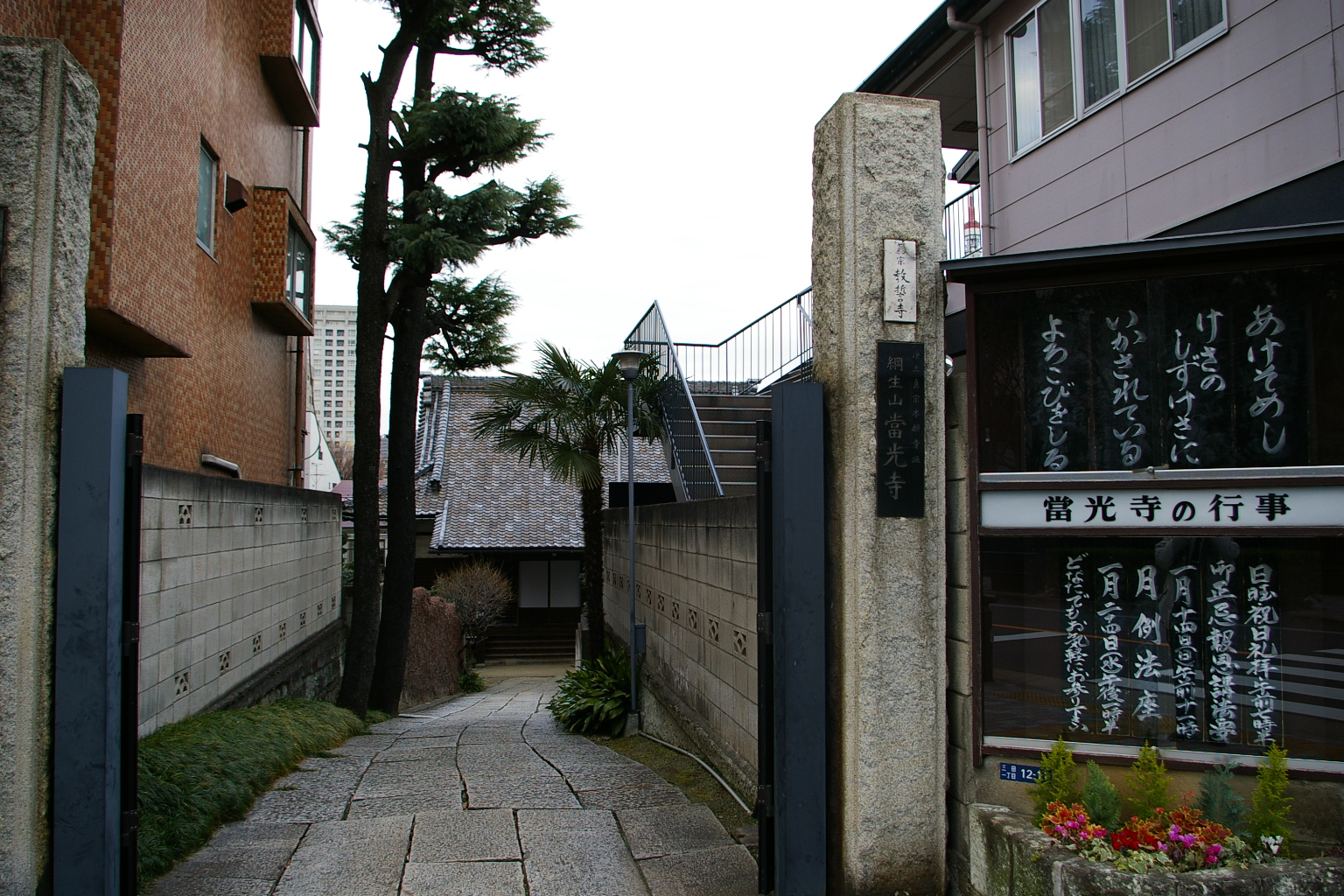
當光寺
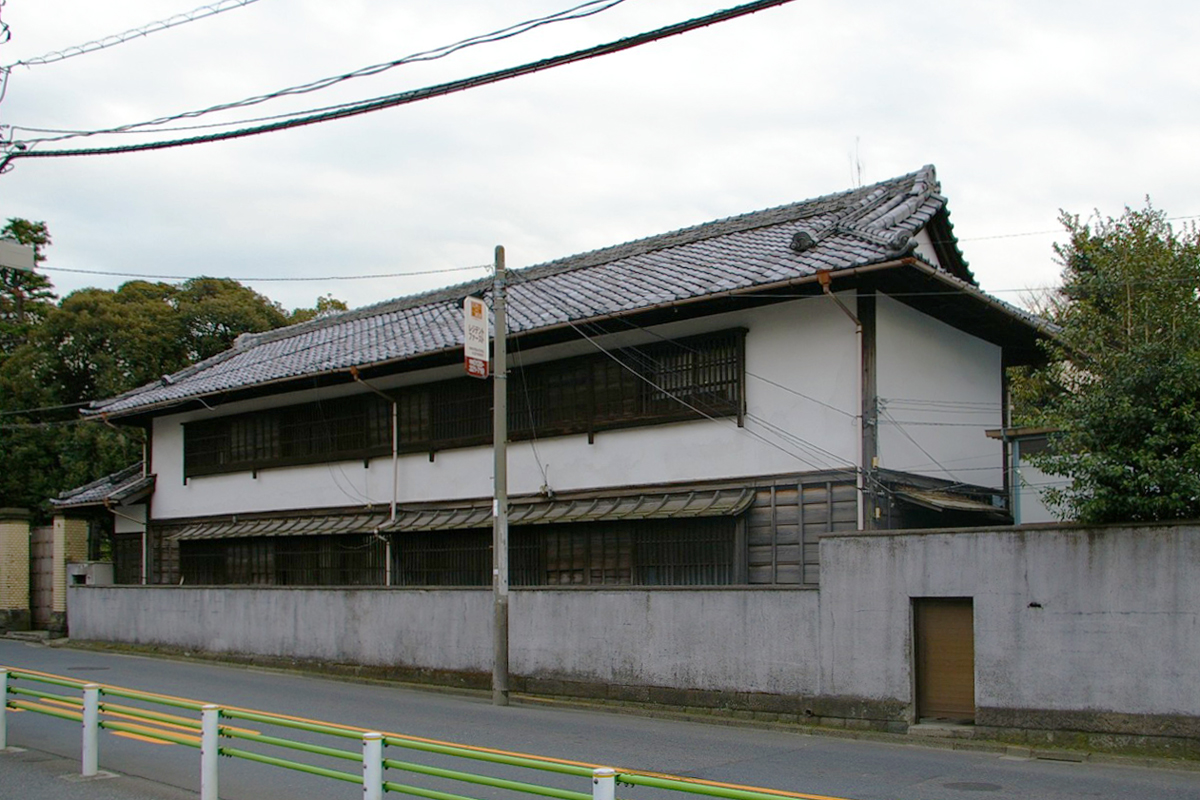
長屋
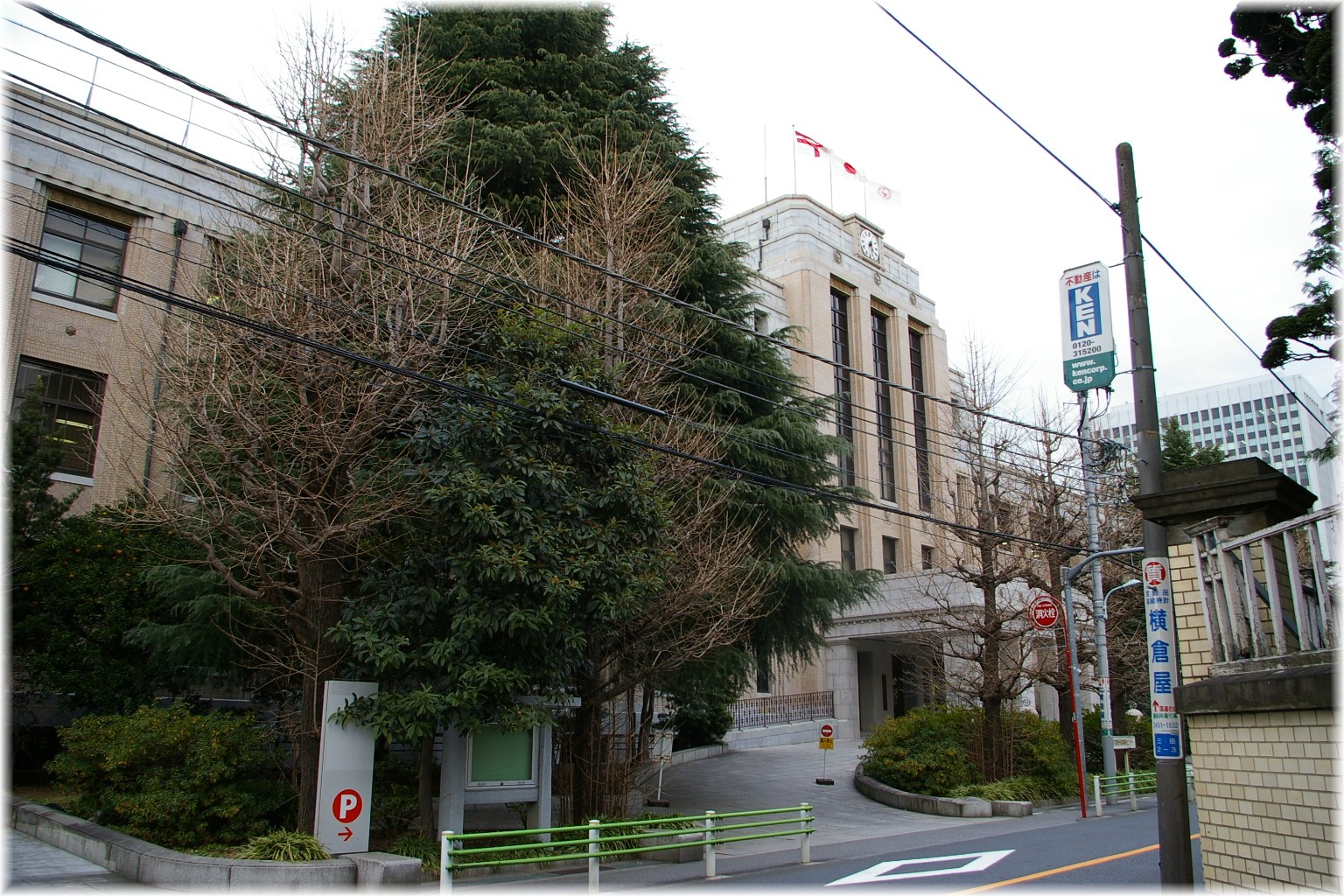
簡易保険局事務センター
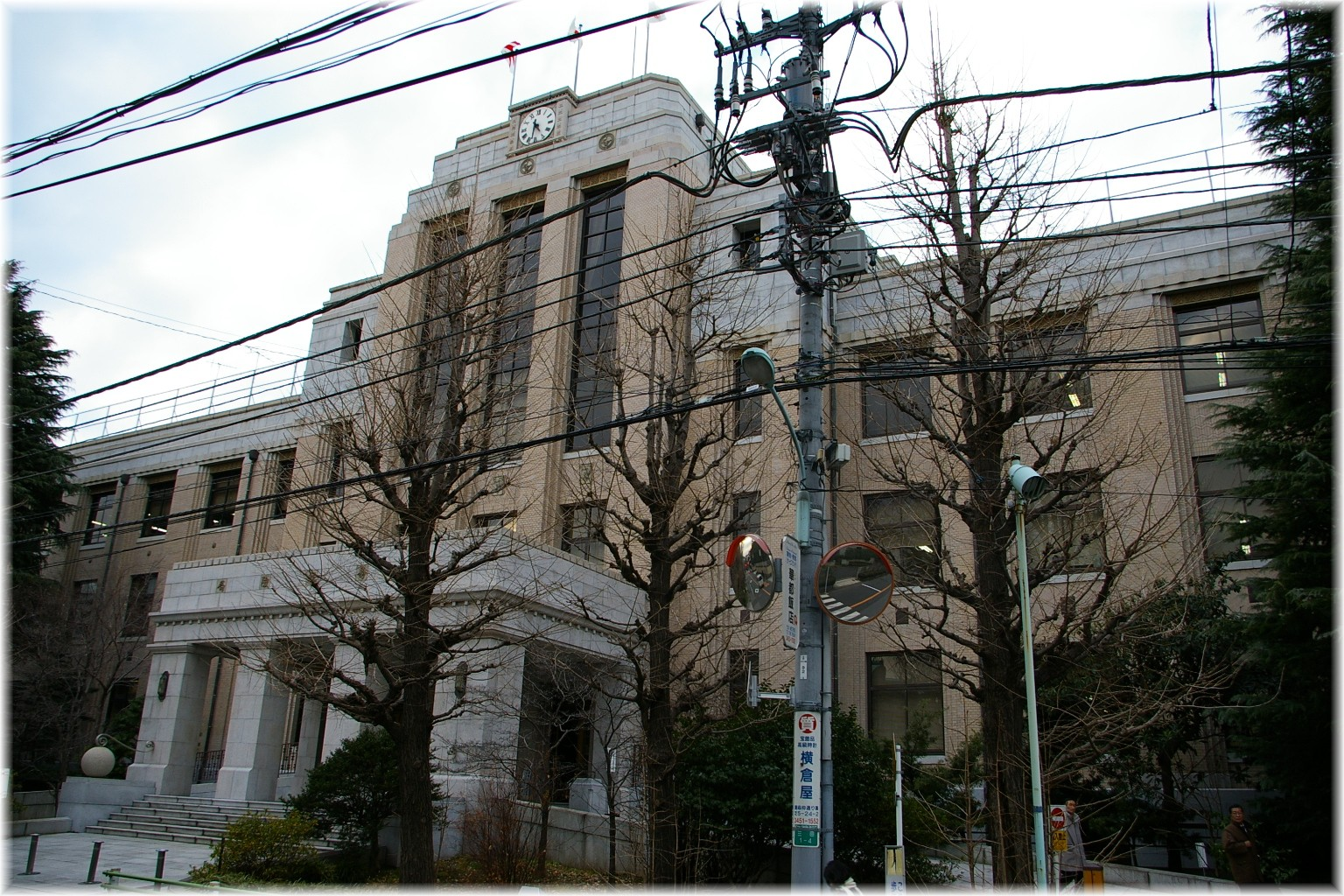
簡易保険局事務センター
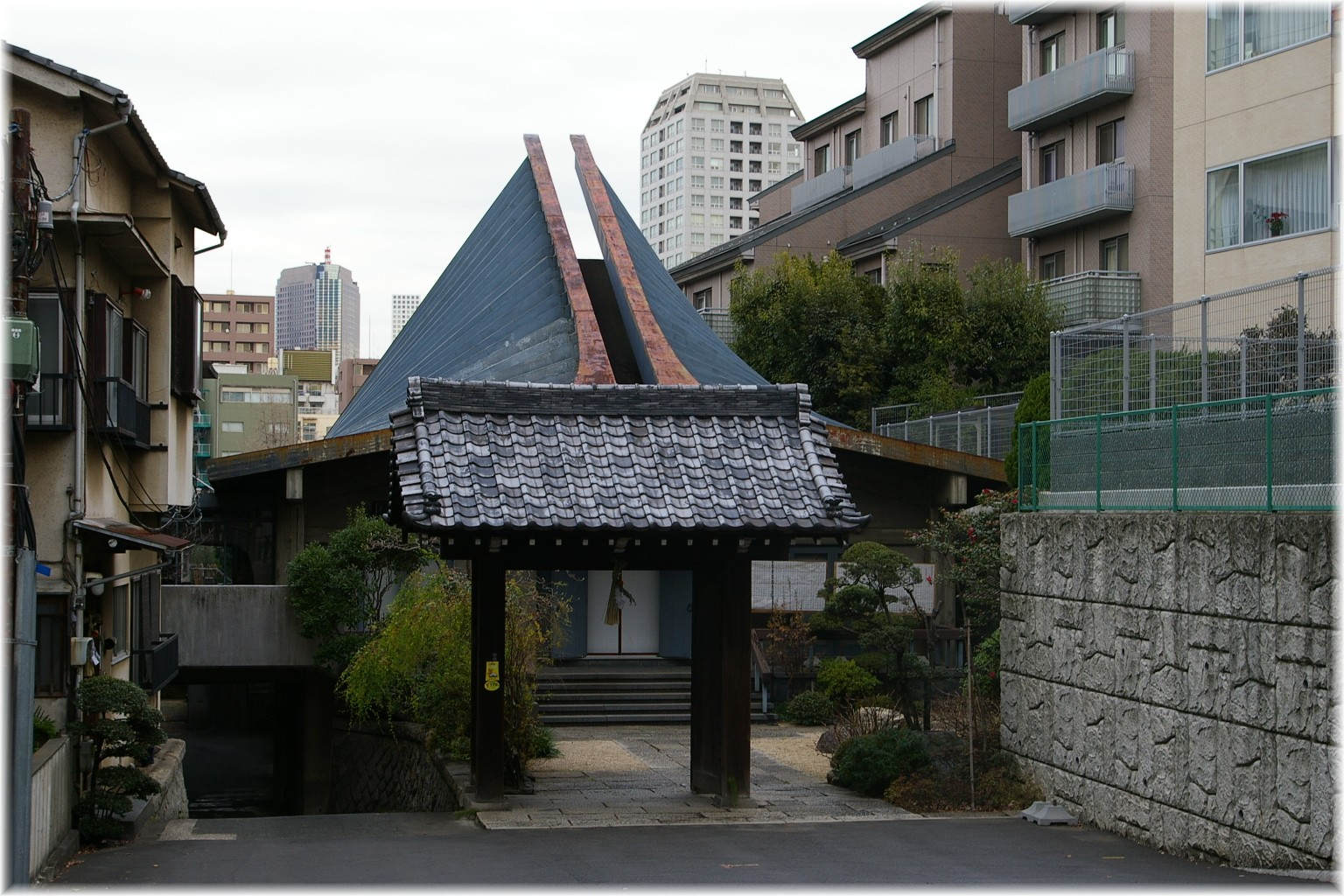
円徳寺
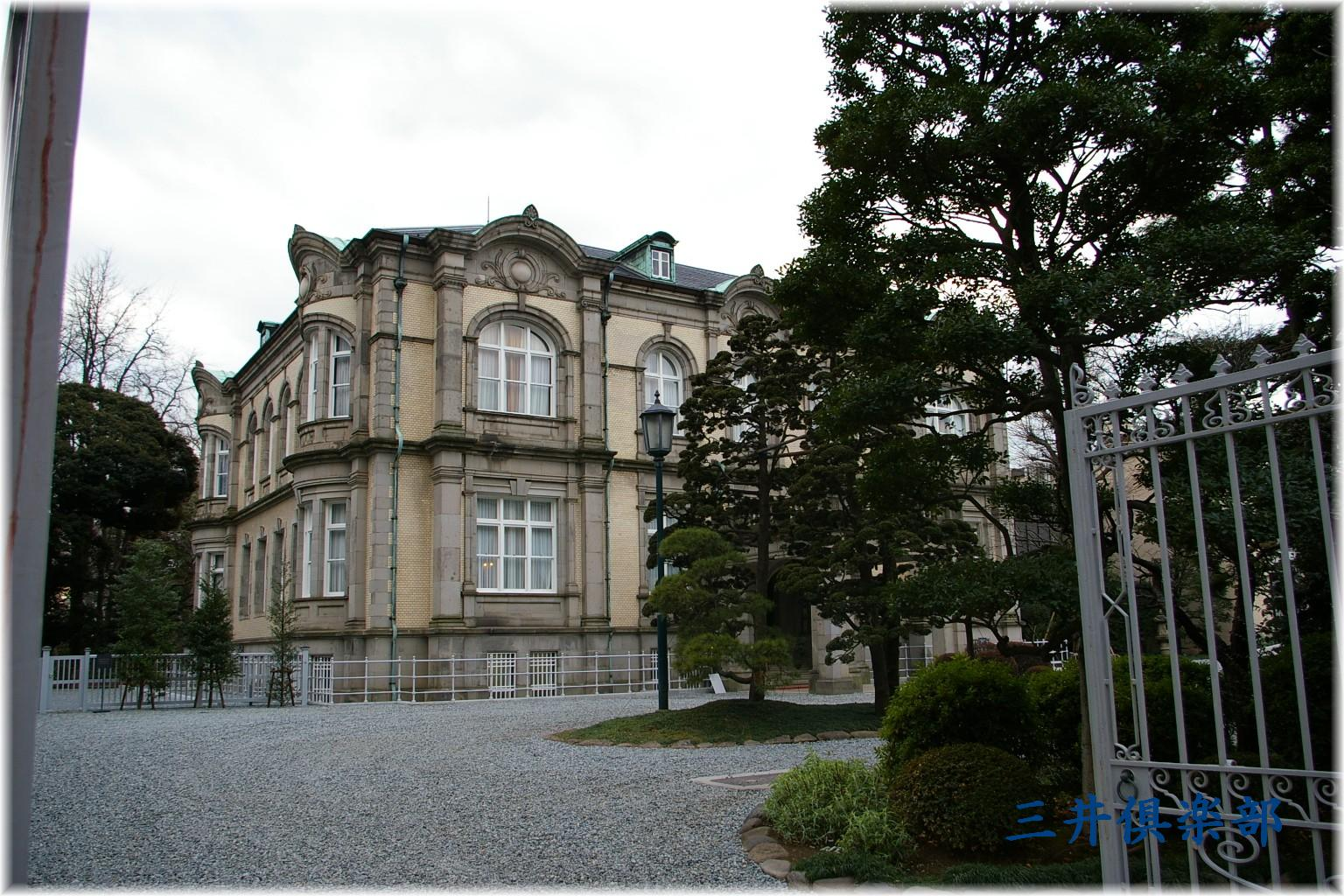
綱町三井倶楽部